# Prunus perulata
Prunus perulata är en rosväxtart som beskrevs av Emil Bernhard Koehne. Prunus perulata ingår i släktet prunusar, och familjen rosväxter. Inga underarter finns listade i Catalogue of Life.